# Commonwealth Games 1986
Die 13. Commonwealth Games fanden vom 24. Juli bis 2. August 1986 in der schottischen Hauptstadt Edinburgh statt.
Ausgetragen wurden 163 Wettbewerbe in den Sportarten Badminton, Bowls, Boxen, Gewichtheben, Leichtathletik, Radfahren, Ringen, Rudern, Schießen und Schwimmen (inkl. Wasserspringen). Es nahmen 1662 Sportler aus 27 Ländern teil. Hauptwettkampfort war das Meadowbank Stadium.
Zahlreiche Commonwealth-Mitglieder aus Afrika, Asien und der Karibik boykottierten die Spiele. Sie protestierten damit gegen die britische Regierung, die ihrer Meinung nach eine zu wenig strenge Haltung gegenüber dem Apartheid-Regime in Südafrika einnahm.

## Teilnehmende Länder

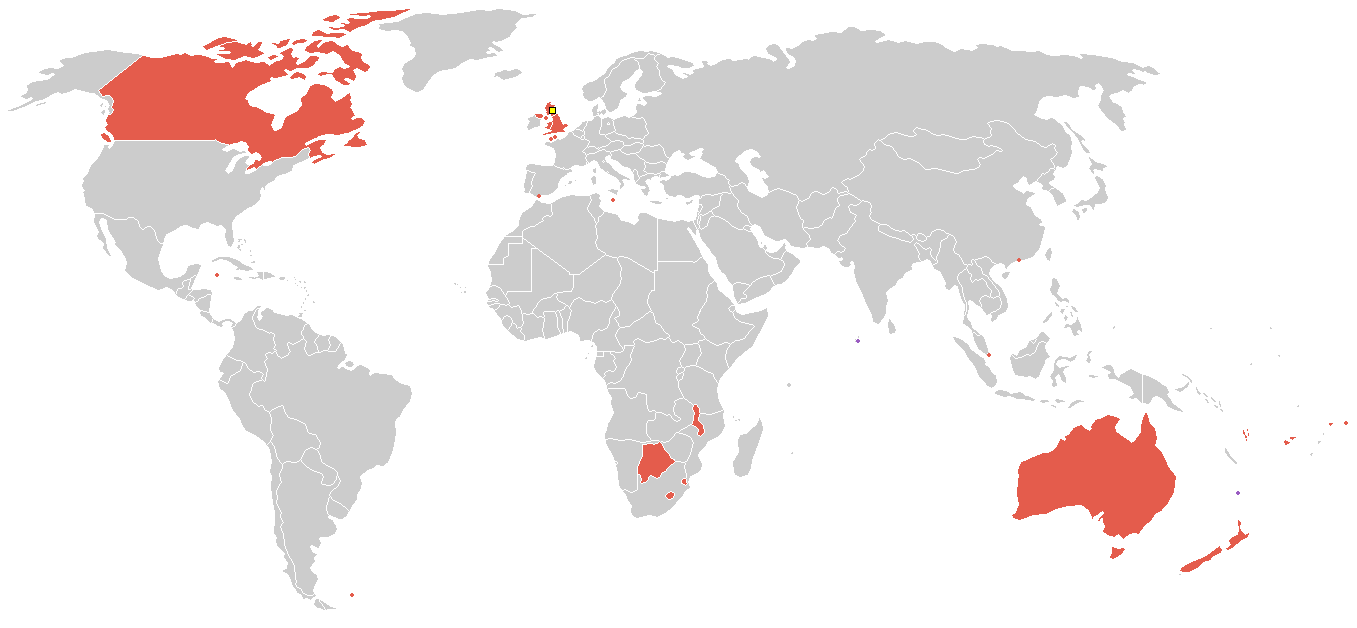
Teilnehmende Länder (violett: erstmalige Teilnahme)

- Australien
- Bermuda
- Botswana
- Cookinseln
- England
- Falklandinseln
- Fidschi
- Gibraltar
- Guernsey
- Hongkong
- Isle of Man
- Jersey
- Cayman Islands
- Kanada
- Lesotho
- Malawi
- Malediven
- Malta
- Neuseeland
- Nordirland
- Norfolkinsel
- Westsamoa
- Schottland
- Singapur
- Swasiland
- Vanuatu
- Wales

## Ergebnisse
- Badminton
- Bowls
- Boxen
- Gewichtheben
- Leichtathletik
- Radsport
- Ringen
- Rudern
- Schießen
- Schwimmen
- Wasserspringen

## Medaillenspiegel
| Platz | Land        | Gold | Silber | Bronze | Gesamt |
| ----- | ----------- | ---- | ------ | ------ | ------ |
| 1     | England     | 52   | 43     | 49     | 144    |
| 2     | Kanada      | 51   | 34     | 31     | 116    |
| 3     | Australien  | 40   | 46     | 35     | 121    |
| 4     | Neuseeland  | 8    | 16     | 14     | 38     |
| 5     | Wales       | 6    | 5      | 12     | 23     |
| 6     | Schottland  | 3    | 12     | 18     | 33     |
| 7     | Nordirland  | 2    | 4      | 9      | 15     |
| 8     | Isle of Man | 1    | -      | -      | 1      |
| 9     | Guernsey    | -    | 2      | -      | 2      |
| 10    | Swasiland   | -    | 1      | -      | 1      |
| 11    | Hongkong    | -    | -      | 3      | 3      |
| 12    | Malawi      | -    | -      | 2      | 2      |
| 13    | Botswana    | -    | -      | 1      | 1      |
| 13    | Jersey      | -    | -      | 1      | 1      |
| 13    | Singapur    | -    | -      | 1      | 1      |